# Umberto Grosso
Umberto Grosso (Pinerolo, 4 ottobre 1890 – Mar Mediterraneo, 29 marzo 1941) è stato un militare e marinaio italiano, insignito della medaglia d'oro al valor militare alla memoria nel corso della seconda guerra mondiale.

## Biografia

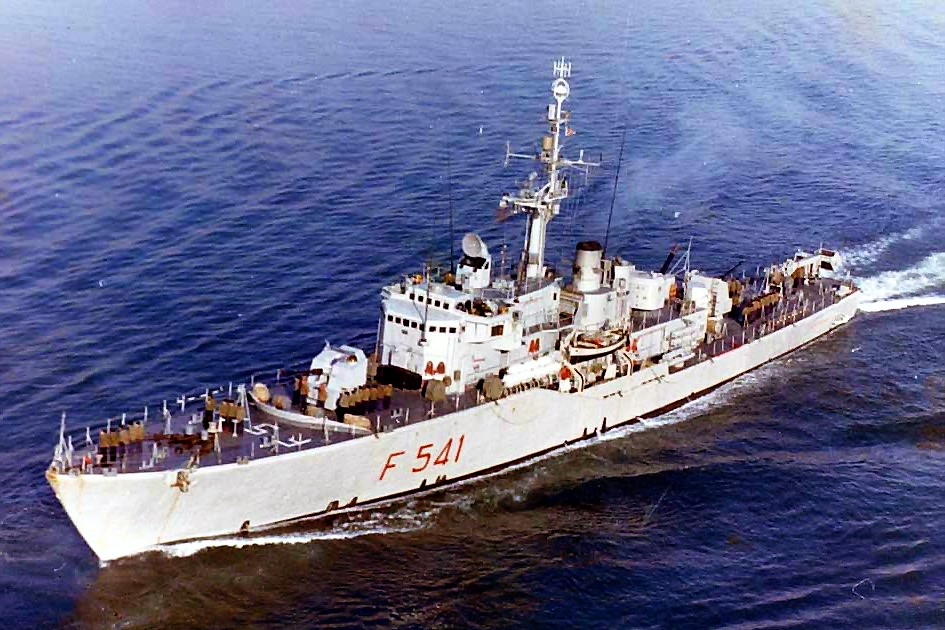
La corvetta F-541 Umberto Grosso in navigazione.

Nacque a Pinerolo il 4 ottobre 1890. Arruolatosi volontario nella Regia Marina nel 1908 ed assegnato alla categoria Cannonieri, al termine del corso si imbarcò sulla nave da battaglia Regina Elena con la quale partecipò poi alla guerra italo-turca del 1911-1912 come sottocapo.
Partecipò alla prima guerra mondiale imbarcato sulla nave da battaglia Conte di Cavour e fino al conseguimento del grado di capo di 1ª classe, ebbe lunghi periodi di imbarco sulle unità di superficie, intercalati da brevi periodi trascorsi a terra, presso depositi di munizioni.
Nel 1938 venne destinato alla Regia Accademia Navale di Livorno, dove conseguì la promozione a sottotenente del CREM e nel luglio 1940, a guerra già iniziata, dalla nave da battaglia Giulio Cesare passò sull'incrociatore pesante Zara, con il quale partecipò alla battaglia di Punta Stilo (9 luglio 1940). A bordo dello Zara prese poi parte alla battaglia di Capo Matapan del 28 marzo 1941, nella quale l'unità, colpita dal fuoco concentrato di tre navi da battaglia inglesi, fu gravemente danneggiata ed immobilizzata. All'ordine di autoaffondamento impartito dal comandante Luigi Corsi, si portava, con il vicecomandante Vittorio Giannattasio, ad innescare le cariche nel deposito munizioni, scomparendo nell'immane esplosione che travolse la nave verso le 2:30 del 29 marzo. Per onorarne il coraggio fu insignito della medaglia d'oro al valor militare alla memoria.
La Marina Militare gli ha intitolato una corvetta antisommergibile della Classe Pietro De Cristofaro, in servizio dal 1966 al 1994.